# Lippó, Baranya
Lippó (în germană Lippwar, în sârbă Липово, cu alfabetul latin: Lipovo) este un sat în districtul Mohács, județul Baranya, Ungaria, având o populație de 515 locuitori (2011).

## Demografie
Componența etnică a satului Lippó
     Maghiari (75,96%)
     Germani (14,81%)
     Sârbi (6,37%)
     Romi (2,39%)
     Croați (0,48%)
Componența confesională a satului Lippó
     Romano-catolici (68,93%)
     Fără religie (7,96%)
     Reformați (4,66%)
     Ortodocși (2,72%)
     Necunoscută (15,15%)
     Atei (0,58%)
Conform recensământului din 2011, satul Lippó avea 515 locuitori. Din punct de vedere etnic, majoritatea locuitorilor (75,96%) erau maghiari, existând și minorități de germani (14,81%), sârbi (6,37%) și romi (2,39%).  Din punct de vedere confesional, majoritatea locuitorilor (68,93%) erau romano-catolici, existând și minorități de persoane fără religie (7,96%), reformați (4,66%) și ortodocși (2,72%). Pentru 15,15% din locuitori nu este cunoscută apartenența confesională.